# Hemicyclopora multispinata
Hemicyclopora multispinata är en mossdjursart som först beskrevs av Busk 1861.  Hemicyclopora multispinata ingår i släktet Hemicyclopora och familjen Romancheinidae. Inga underarter finns listade i Catalogue of Life.